# دينيسي كوت
دينيسي كوت (بالإنجليزية: Denise Cote)‏ هي قاضية ومحامية أمريكية، ولدت في 1946 في سانت كلاود في الولايات المتحدة.